# Église Notre-Dame-des-Neiges de Cilaos
Pour les articles homonymes, voir Église Notre-Dame et Notre-Dame-des-Neiges.
L'église Notre-Dame-des-Neiges est une église catholique de l'île de La Réunion, département d'outre-mer français dans l'océan Indien. Elle est située dans le centre-ville de Cilaos, commune des Hauts encaissée dans un cirque naturel homonyme. Construite vers 1932, elle est inscrite à l'inventaire des Monuments historiques en totalité, terrain d’assiette compris, depuis le 14 août 2000,.

## Historique
L'église a été construite grâce à la volonté du père Paul Boiteau, curé de Cilaos à partir de 1934. Les plans ont été réalisés par Francis Huet, ingénieur des travaux publics de l'État à Saint-Louis, qui a prévu la réalisation d'une église en béton armé. La première pierre a été posée le 13 juin 1937. Les travaux ont été réalisés jusqu'en 1940. Le mobilier est dû au menuisier Irénée Accot qui a été le premier maire de Cilaos. Il a été achevé en 1942.
L'église a été consacrée le 23 septembre 1950 par Monseigneur Daniel Liston, évêque de Port-Louis.
L'église possède un carillon qui a été inauguré le 7 avril 1996.
L'église a été rénovée en octobre 2006.